# Szkoła Zgromadzenia Kupców w Łodzi

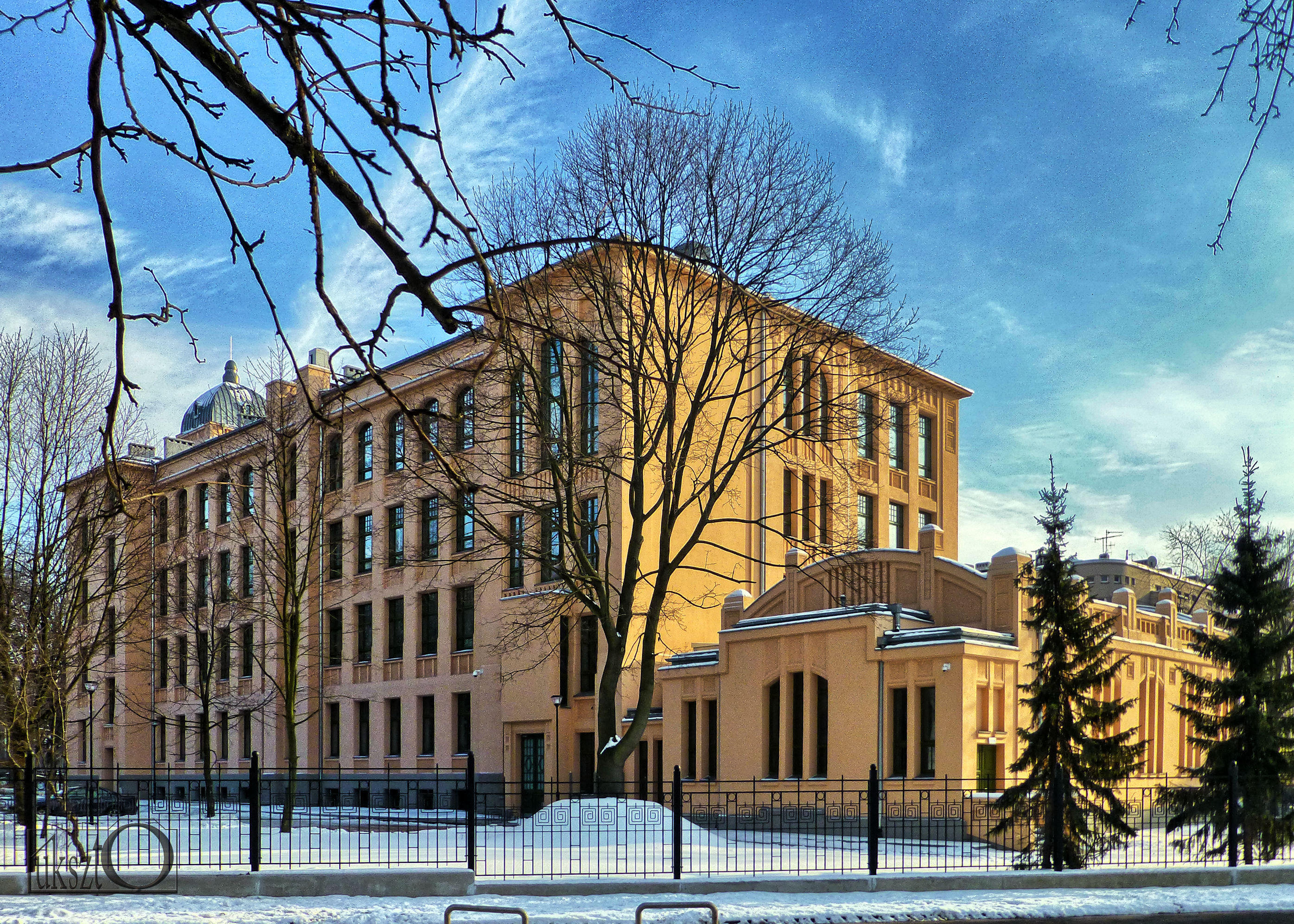
Tyły budynku, 2016

Szkoła Zgromadzenia Kupców przy ul. Narutowicza 68 w Łodzi – jeden z pierwszych betonowych budynków w Polsce. Budynek wpisany jest do rejestru zabytków pod numerem A/95 z 20 stycznia 1971 r.

## Historia
Zgromadzenie Kupców miasta Łodzi postanowiło na początku XX w. wybudować nowy gmach szkolny, mający zastąpić placówkę znajdującą się przy ul. Dzielnej 41 (ob. ul. prez. G. Narutowicza). W 1903 roku odrzucono projekt autorstwa Franciszka Chełmińskiego, a w 1904, mimo wyłonienia zwycięzców  ogólnopolskiego konkursu, nie przystąpiono do realizacji projektu. Strajki z początku 1905 roku i niespokojna sytuacja polityczna spowodowały, że plany odłożono w czasie.
Po ponownym rozpoczęciu prac nad projektem zaproszono do nich Dawida Lande, Gustawa Landau-Gutentegera i Piotra Brukalskiego – wspólne rozwiązanie dwóch ostatnich doczekało się realizacji. Budynek powstał w latach 1909–1911, wykonawcą była firma Ch.J. Tylera.
Wybudowany gmach posiadał żelbetonowe stropy, instalację centralnego ogrzewania, bieżącą wodę. Mieściło się w nim 20 sal wykładowych, dwie aule przystosowane do wykładów z chemii i fizyki, sale rysunkowe, rekreacyjne, laboratoria, biblioteka, czytelnia oraz pomieszczenia przeznaczone na zbiory.
7 marca 1909 roku w budynku szkoły miało miejsce zebranie organizacyjne łódzkiego oddziału Polskiego Towarzystwa Krajoznawczego (prekursora Polskie Towarzystwo Turystyczno-Krajoznawcze). W trakcie spotkania oddziału wybrano na jego przewodniczącego Wacława Klossa, dyrektora placówki. Spotkanie upamiętnia tablica na murze budynku.
Gimnazjum funkcjonowało w budynku do czasu przejęcia go przez niemieckich okupantów w 1939 roku.

### Osoby związane ze szkołą

#### Dyrektorzy
- Wacław Kloss[2] (od 1909)
- Antoni Władysław Idźkowski (1920–1939)

#### Nauczyciele
- Adam Ferens
- Łukasz Alfred Fuchs, nauczyciel korespondencji handlowej

#### Absolwenci
- Marian i Kazimierz Brandysowie[2][4]
- Jan Czechowski
- Stefan Gorski
- Stanisław Groniowski
- Zygmunt Hertz[2]
- Jan Kowalewski
- Henryk Kozanecki
- Zygmunt Lorentz[4]
- Arkadiusz Musierowicz
- Leszek Pawłowski
- Alfred Siebeneichen
- Filip Śmiłowski
- Wacław Wagner

#### Inni
- Markus Silberstein – członek rady nadzorczej placówki
- Stanisław Silberstein – przewodniczący komitetu budowy gmachu
- Gustaw Wassercug – uczeń, relegowany ze szkoły

### Uniwersytet Łódzki
W okresie międzywojennym w budynku działały także inne instytucje m.in. Instytut Nauczycielski Koła Łódzkiego Towarzystwa Nauczycieli Szkół średnich i Wyższych (1921–1928) i Wyższa Szkoła Nauk Społecznych i Ekonomicznych (1925–1928) – których tradycje kontynuuje Uniwersytet Łódzki.
W posiadanie Uniwersytetu Łódzkiego budynek trafił zaraz po wojnie, w 1945 roku i był jednym z pierwszych, które były w całości przeznaczone na potrzeby uczelni. Umieszczono w nim Wydział Matematyczno-Przyrodniczy, który funkcjonował do reorganizacji w 1951 roku – ostatecznie, w wyniku kolejnych przekształceń wydziałów (były to kolejno Wydział Matematyki, Fizyki i Chemii oraz Wydział Fizyki i Chemii), budynek stał się siedzibą Wydziału Chemii, który funkcjonował tam do 2010 roku. W przylegającej do budynku auli – zaadaptowanej z dawnej sali gimnastycznej – odbywały się posiedzenia senatu Uniwersytetu Łódzkiego.
W roku 2012 rozpoczął się remont budynku, który zakończył się w 2015 r., po czym przeniesiono do niego, z budynku przy ul. G. Narutowicza 65, rektorat Uniwersytetu Łódzkiego.

### W filmie
Gmach był także plenerem filmowym w serialu Daleko od szosy Zbigniewa Chmielewskiego z 1976 roku (laboratoria studenckie Instytutu Chemii Uniwersytetu Łódzkiego), w filmie historycznym Gorączka Agnieszki Holland z 1980 roku (siedziba carskiej policji) i w thrillerze Taranthriller Mirosława Dembińskiego z 1993 roku (laboratoria biologiczne, w których prowadzono eksperymenty z jadem tarantuli).

## Architektura
Gmach jest trzypiętrowy, z wyraźnymi ryzalitami bocznymi, i płytkim ryzalitem w centrum elewacji frontowej. Elewacja wschodnia, od strony parku im. St. Staszica, została wzbogacona wyraźnym ryzalitem, zwieńczonym kopułą i mieszczącym klatkę schodową. Od strony zachodniej znajduje się budynek dawnej sali gimnastycznej, którą zaadaptowano na aulę, połączony z głównym gmachem łącznikiem.
Okna trójdzielne, wysokie, na najwyższej ostatniej kondygnacji zwieńczone są łagodnymi łukami, co nadaje im secesyjny charakter. Ornamenty zdobiące gmach nawiązują do secesji wiedeńskiej. Budynek sali gimnastycznej ozdobiono pionowymi elementami, mającymi optycznie podwyższać jego bryłę.
Zdecydowane podkreślenie rytmu pionowych i poziomych podziałów konstrukcyjnych oraz dużych otworów okiennych, proste zamknięcie elewacji i spłaszczone dachy powodują, że forma architektoniczna gmachu cechuje odznacza się cechami modernistycznymi.